# Gegant de la neu
El gegant de la neu és un personatge de la mitologia catalana. Al Ripollès i la Cerdanya s'explica la història d'un matrimoni de vellets sense fills que van haver de pujar a un dia a la teulada de casa seva per treure'n la neu acumulada durant una tempesta de set dies, ja que d'altra manera se'ls hauria enfonsat el sostre a sobre.
Fent caure la neu a terra es va formar una muntanya davant la porta de la casa i la velleta, mentre el seu marit treballava, es va entretenir fent un ninot de neu que va vestir de nena. El ninot de sobte va cobrar vida davant la felicitat del matrimoni que veien en ell la filla que no havien pogut tenir mai. Tots tres van ballar en corrua i van cantar d'alegria, però la felicitat els va durar poc perquè quan arribà el desglaç la nena es va fondre. L'any següent amb renovada esperança ho van tornar a provar però aquella vegada fent un noi… 
Any rere any van intentar-ho sense gaire èxit fins que finalment s'adonaren que mai aconseguirien el fill desitjat.
L'experiència, però, els donà un any la idea de fer un home de neu gegant que, amb la seva força i mida, pogués fer la feina de tot l'any en pocs dies i després desaparèixer amb el desglaç. Els avis pensaven que el gegant podria aplegar llenya per tot l'any, construir una tanca per l'hort de la casa, treure la neu de la teulada i del camí i fer moltes altres coses.
Però tan bon punt va ser viu, el gegant es va treure la roba que els avis li havien posat perquè l'estrenyia, es va cruspir tots els queviures que els vells tenien al rebost i se'n va anar muntanyes amunt allà on la neu és present tot l'any.
Des d'aleshores es conta que l'"home de neu" viu tot sol als cims nevats on sempre fa fred i que surt i corre per tots els indrets nevats tan bon punt cauen els primers flocs de neu.